# Escazú
Escazú, anche noto come San Miguel de Escazú, è un distretto della Costa Rica, capoluogo del cantone omonimo, nella provincia di San José.
Escazú comprende 6 rioni (barrios):
- Belo Horizonte
- Guachipelin
- San Antonio
- San Rafael
- Santa Teresa
- Trejos Monteallegre